# Кизимов, Семён Михайлович
Семён Михайлович Кизимов (род. 19 января 2000, Тольятти, Самарская область) — российский хоккеист, нападающий.

## Биография
Воспитанник тольяттинской «Лады». В сезонах 2016/17 — 2017/18 выступал в команде МХЛ «Ладья». Следующие три сезона отыграл в ВХЛ в составе «Лады». На драфте НХЛ 2018 года был выбран в 7-м раунде под общим 211-м номером клубом «Торонто Мейпл Лифс». В сентября — октябре 2020 года провёл четыре матча в КХЛ в составе «партнёрского клуба» «Лады» «Торпедо» Нижний Новгород. 18 мая 2021 года был обменян в «Автомобилист» Екатеринбург и стал играть за команду ВХЛ «Горняк-УГМК» Учалы. В октябре — ноябре 2022 года провёл два матча в КХЛ. 27 декабря был отдан в аренду до конца сезона в «Нефтехимик».
Участник юниорского чемпионата мира 2018 года.